# يوسف: ملك الأحلام
يوسف: ملك الأحلام (بالإنجليزية: Joseph: King of Dreams)‏ هو فيلم رسوم متحركة درامي موسيقي أمريكي أُنتج سنة 2000 من شركة دريم ووركس أنيميشن. الفيلم مقتبس من قصة يوسف بسفر التكوين في التوراة.

## القصة
ضحية لغيرة إخوته العشرة، يتم بيع يوسف في أسواق العبيد لأنه يمتلك موهبة رؤية المستقبل في الأحلام. هدية استثنائية ستمنحه الفرصة للقاء فرعون وإنقاذ مصر.

## وصلات خارجية
- يوسف: ملك الأحلام على موقع IMDb (الإنجليزية)
- يوسف: ملك الأحلام على موقع روتن توميتوز (الإنجليزية)
- يوسف: ملك الأحلام على موقع نتفليكس (الإنجليزية)
- يوسف: ملك الأحلام على موقع ألو سيني (الفرنسية)
- يوسف: ملك الأحلام على موقع Turner Classic Movies (الإنجليزية)
- يوسف: ملك الأحلام على موقع أول موفي (الإنجليزية)
- يوسف: ملك الأحلام على موقع فيلمافينيتي (الإسبانية)
- يوسف: ملك الأحلام على موقع قاعدة بيانات الأفلام السويدية (السويدية)
- يوسف: ملك الأحلام على موقع قاعدة بيانات الفيلم (الإنجليزية)
- يوسف: ملك الأحلام على موقع ليتربوكسد (الإنجليزية)